# Pierre-Ulric Dubuisson
Pour les articles homonymes, voir Dubuisson.
Pierre-Ulric Dubuisson, né à Laval (Mayenne) le 23 janvier 1746 et mort guillotiné à Paris le 24 mars 1794, est un acteur, auteur dramatique, directeur de théâtre et historien français.

## Biographie
Il est fils de médecin, son père, criblé de dettes. Son père part à la Martinique en 1750, et confie ses trois enfants à son oncle l'abbé Dubuisson et une tante à Angers. Pierre-Ulric rejoint son père en Martinique vers 1766. De retour en France en 1770, il rejoint Paris où il publie de façon anonyme en 1771 un poème en vers libres.
Il voyage entre l'Europe et les Iles : il joue à Gand et à Maëstricht dans la même troupe que Fabre d'Églantine en 1777. Il fait un nouveau voyage en Amérique, où il est directeur général de la poste royale à Saint-Domingue en 1778. Il y donne une pièce, L'École des pères, ou les Effets de la prévention, qui est représentée au Cap-Français et subit un échec retentissant. Dubuisson regagne alors Paris où il compose plusieurs ouvrages sur les questions coloniales et de nombreuses pièces de théâtre. Sous la menace d'une lettre de cachet, il se réfugie à Bruxelles, où il compose ou traduit des livrets d'opéra.
De 1783 à 1790, sa vie se partage entre la Belgique et Paris. Partisan de la Révolution, il se désespère de pouvoir jouer un rôle en France. En Belgique, il se prononce contre le parti de Van der Noot. Il est incarcéré et mis en liberté en 1790. De retour à Paris, il prend part à la journée du 10 août 1792 et se montre très assidu au club des Jacobins dont il est devenu le secrétaire, sans prendre encore parti dans le conflit Girondins-Montagnards. Envoyé vers la fin de 1792 en Belgique comme commissaire du pouvoir exécutif auprès du général Dumouriez, il se lie avec l’aventurier Pierre-Jean Berthold de Prosly. Il fait partie du Comité insurrectionnel secret qui tente dans la nuit du 6 mars 1793 de faire assassiner 22 députés girondins, « ces hypocrites de patriotisme et de vertu », selon ses termes. Une indiscrétion sauve pour cette fois ceux qui devaient périr le 31 octobre.
Quelques mois plus tard, il se rallie à Jacques-René Hébert. Dénoncé par Robespierre comme ayant voulu semer la discorde parmi les jacobins, il est jugé par le Tribunal révolutionnaire. Il est condamné à mort et guillotiné le 24 mars 1794 à l'âge de 48 ans.

## Œuvres
Théâtre
- L'École des pères, ou les Effets de la prévention, Cap-Français, 21 mars 1778
- Nadir, ou Thamas-Kouli-Kan, tragédie en 5 actes et en vers, Paris, Théâtre de la Nation, 31 août 1780 Texte en ligne
- Le Vieux Garçon, comédie en 5 actes, en vers, Paris, Théâtre de l'Odéon, 16 décembre 1782
- Trasime et Timagène, tragédie en 5 actes et en vers, Rouen, Grand Théâtre, 1783
- Le Nouveau Sorcier, comédie en trois actes, Théâtre de Gand, 29 janvier 1785
- Albert et Émilie, tragédie, Paris, Théâtre de l'Odéon, 30 avril 1785
- Scanderberg, tragédie en 5 actes et en vers, Paris, Théâtre de l'Odéon, 9 mai 1786
- Le Roi Théodore à Venise, opéra héroï-comique en 4 actes, musique de Giovanni Paisiello, Vienne (Autriche), 1786
- Hélène et Francisque, opéra-comique en 4 actes, Château de Versailles, août 1786
- L'Impresario in angustie, ou le Directeur dans l'embarras, opéra bouffe en 2 actes, musique de Domenico Cimarosa, Paris, Théâtre de Monsieur, 6 mai 1789 Texte en ligne
- L'Arbre de Diane, vaudeville en 3 actes, Bruxelles, Théâtre de la Monnaie, 12 septembre 1789
- Les Époux mécontents, opéra-comique en 3 actes, musique de Stephen Storace, Théâtre Montansier, 12 avril 1790[9]
- La Villageoise enlevée, vaudeville en 3 actes, Paris, Théâtre-Français, 5 juillet 1790
- Le Curieux indiscret, opéra bouffe en 3 actes, Paris, Théâtre Montansier, 23 septembre 1790
- Les Époux mécontents, ou le Divorce, Bruxelles, Théâtre de la Monnaie, 4 mars 1791
- La Revanche, ou les Deux Frères, opéra en 3 actes, Théâtre des Amis de la Patrie, 11 janvier 1792
- Les Talismans, opéra en 3 actes, Théâtre des Amis de la Patrie, 12 janvier 1792
- Flora, opéra en 3 actes, Théâtre des Amis de la Patrie, 4 février 1792
- Zélia, ou le Mari à deux femmes, drame en trois actes mêlé de musique, d'après Goethe, musique de Prosper-Didier Deshayes, Théâtre des Amis de la Patrie, 3 juin 1794 Texte en ligne
- Zelia, ou la Grille enchantée, Théâtre italien de Paris, 26 novembre 1796
- Stella, drame en 3 actes, mêlé de musique, d'après Goethe, s. d. Texte en ligne

Varia
- Le Tableau de la volupté, ou les Quatre parties du jour, poème en vers libres, 1771
- Abregé de la Révolution de l'Amérique anglaise, depuis le commencement de l'année 1774 jusqu'au premier janvier 1778, 1778 Texte en ligne
- Nouvelles considérations sur St-Domingue, en réponse à celles de M. H. D., 1785
- Lettres critiques et politiques sur les colonies et le commerce des villes maritimes de France, adressées à G.-T. Raynal, avec Dubucq, 1785 Texte en ligne

## Sources biographiques
- « Pierre-Ulric Dubuisson », dans Louis-Gabriel Michaud, Biographie universelle ancienne et moderne : histoire par ordre alphabétique de la vie publique et privée de tous les hommes avec la collaboration de plus de 300 savants et littérateurs français ou étrangers, 2e édition, 1843-1865 [détail de l’édition]
- « Pierre-Ulric Dubuisson », dans Alphonse-Victor Angot et Ferdinand Gaugain, Dictionnaire historique, topographique et biographique de la Mayenne, Laval, A. Goupil, 1900-1910 [détail des éditions] (BNF 34106789, présentation en ligne)